# Crkva sv. Marije na Dančama
Crkva sv. Marije na Dančama je zavjetna dubrovačka crkva unutar samostanskog kompleksa s grobljem i ostatcima jednog od prvih dubrovačkih lazareta, ujedno i prvih karantena na svijetu, iz 15. stoljeća. Nalazi se na Dančama, dijelu grada Dubrovnika dvjestotinjak metara zapadno od stare gradske jezgre. 
Jednobrodna je crkva sv. Marije od milosti sagrađena 1457. godine. U crkvi se nalaze najljepše slike dubrovačkih starih majstora: poliptih Lovre Dobričevića iz 1465. na glavnome oltaru i poliptih Nikole Božidarevića iz 1517. godine. Portal s reljefom Gospe izrađen je u gotičko-renesansnom stilu. 
Prema starom običaju, časne sestre iz samostana pozdravljaju mahanjem i zvonjenjem brodove u prolazu uz obalu između Grada i otoka Lokruma. 
Godine 2007. u Dubrovniku je svečano proslavljeno 550 godina postojanja crkve.